# William Richard Bradford
William Richard Bradford (18 de mayo de 1946 - 10 de marzo de 2008) fue un asesino convicto estadounidense y presunto asesino y violador en serie que fue encarcelado en la Prisión Estatal de San Quintín por los asesinatos en 1984 de su vecina de 15 años, Tracey Campbell, y una camarera de 21 años llamada Shari Miller. En julio de 2006, el Departamento del Sheriff del condado de Los Ángeles publicó una recopilación de fotografías encontradas en el apartamento de Bradford en la década de 1980, que mostraban a 54 mujeres diferentes en poses de modelaje. Como Bradford había utilizado la promesa de una carrera como modelo para atraer a sus víctimas conocidas y había tomado fotografías de Miller antes de asesinarla, la policía cree que muchas de las fotografías muestran a otras víctimas de Bradford en los momentos previos a su muerte. Bradford murió en el centro médico de la prisión de Vacaville el 10 de marzo de 2008 por causas naturales.

## Crímenes
En julio de 1984, mientras estaba en libertad bajo fianza y a la espera de juicio por violación, Bradford conoció a Shari Miller, una camarera de un establecimiento de Los Ángeles llamado "The Meet Market". Bradford le dijo que era un fotógrafo profesional y se ofreció a ayudarla a crear un portafolio de modelo. La llevó a un campamento remoto en los desiertos al norte de Los Ángeles (que era el lugar de la presunta violación por la cual Bradford estaba esperando juicio), la fotografió en una variedad de poses de modelaje y luego la estranguló.
Después de matarla, Bradford le quitó la blusa y cortó y arrancó sus pezones y dos de los tres tatuajes que tenía: unas alas de Harley-Davidson en un tobillo, un Winnie the Pooh en el abdomen cerca de la ingle, quedó una ese que tenía tatuada en la planta del pie. Luego transportó el cuerpo a un estacionamiento de Hollywood, donde arrojó el cadáver semidesnudo y envuelto en una manta en un callejón contiguo. Cuando se encontró, como no había ninguna identificación y se encontraba en descomposición, Miller fue etiquetada como "Jane Doe #60".
Poco después, Bradford convenció a su vecina de 15 años, Tracey Campbell, de que podía ser modelo y la llevó a un campamento en el desierto, donde también la fotografió y la estranguló. Bradford dejó su cuerpo allí, cubriéndole la cara con la blusa de Shari Miller.

## Arresto
Bradford quedó bajo sospecha cuando los investigadores descubrieron que había sido la última persona que vio a Tracey Campbell con vida. Esto, junto con su juicio por violación pendiente, obligó a la policía a obtener una orden de registro para el apartamento de Bradford; En el interior, encontraron las fotografías de Miller y Campbell, junto con una variedad de otras 54 fotografías de mujeres no identificadas. La policía reconoció las fotos de Miller como la "Jane Doe #60" y arrestó a Bradford bajo sospecha de asesinato; Utilizando una formación rocosa visible en una de las fotografías de Miller, la policía pudo localizar el campamento en el desierto donde habían ocurrido los asesinatos. Al buscar en el sitio, la policía encontró el cuerpo descompuesto de Campbell detrás de la formación rocosa. Poco después, Bradford no refutó el cargo de violación por el que estaba esperando juicio y fue sentenciado a ocho años de prisión.

## Juicio y condena
Bradford fue juzgado en 1988, durante el cual despidió a su abogado y optó por actuar como su propio abogado. Durante la fase del juicio en la que Bradford actuó como su propio abogado, no ofreció ninguna prueba ni argumentos sobre su inocencia. La fiscalía identificó a Bradford como un asesino en serie durante el transcurso del juicio, pero no ofreció información sobre los asesinatos aparte de los de Miller y Campbell. En su declaración final, Bradford dio a entender que había asesinado a varias otras mujeres además de Campbell y Miller: "Piensa en cuántas ni siquiera conoces. Tienes toda la razón. Eso es todo".
El jurado declaró a Bradford culpable de ambos asesinatos y lo condenó a muerte.

## Tiempo en el corredor de la muerte
En 1998, Bradford abandonó todas sus apelaciones, alegando que la vida en San Quentin se había vuelto insoportable. Al no tener representación legal durante los últimos 10 años, Bradford contrató a un abogado para ayudar a acelerar el proceso de su ejecución y comenzó a escribir poemas sobre la vida en San Quentin. Su poesía atrajo la atención de la prensa, que lo apodó el "Poeta del corredor de la muerte".
Cinco días antes de su ejecución prevista, Bradford dijo que había cambiado de opinión, profesando su inocencia y declarando que quería que se detuviera el proceso de ejecución.

## Eventos de 2006
En 2006, la policía de Los Ángeles repentinamente expresó un nuevo interés en el caso Bradford, publicando una hoja de datos que mostraba las fotografías halladas en el apartamento del condenado. Los detectives afirmaron que creían que todas las mujeres podrían ser víctimas de Bradford; Desde la publicación de las fotografías, al menos una mujer, "#28", ha sido identificada como Donnalee Campbell Duhamel, una mujer cuyo cadáver decapitado fue encontrado en un cañón en Malibú en 1978. Se ha determinado que Duhamel conoció a Bradford en un bar de Culver City, "The Frigate", unos días antes de que encontraran su cuerpo.
Los investigadores también han revelado que varias de las mujeres han sido identificadas desde entonces como exesposas de Bradford, aunque no se ha dado ninguna indicación de que estén muertas o de que Bradford sea sospechoso de asesinarlas.
Otra fotografía identificada es la de Nika LaRue, hermana de la actriz Eva LaRue. Nika LaRue es la número tres en la serie de imágenes publicadas. Ambas hermanas hablaron con el Departamento del Sheriff y pudieron brindar información adicional. Un episodio de la serie CSI: Miami de Eva LaRue ("Darkroom") está basado en este caso.
La "gran mayoría" de las mujeres en las fotos siguen sin identificar y todas son vistas como posibles víctimas de violación y/o asesinato. La policía está alentando que las fotos se distribuyan en todo el país, ya que Bradford pasó un tiempo en Míchigan, Florida, Texas, Oregón, Illinois, Kansas y Luisiana, y enfrentó cargos penales en varios de esos estados. En 1978 enfrentó cargos penales por agredir sexualmente a su esposa en Míchigan, y en 1980 fue acusado de violación en Valparaiso, Florida.
Bradford, que era bisexual, también fue vinculado con el asesinato de un hombre de 23 años llamado Mischa Stewart, quien fue visto por última vez saliendo de un bar gay en Santa Mónica la noche del 8 de octubre de 1982. El cuerpo de Stewart fue encontrado en un callejón a la mañana siguiente y se determinó que la causa de su muerte fue estrangulamiento por ligadura.